# Перраш (станция метро)
«Перра́ш» (фр. Perrache) — конечная станция линии A Лионского метрополитена.

## Расположение
Станция находится во 2-м округе Лиона, в районе Прескиль и является частью пересадочного комплекса, включающего в себя также железнодорожный вокзал «Лион-Перраш». Вход на станцию — с площади Карно (фр. Place Carnot) или из железнодорожного вокзала «Лион-Перраш».

## Особенности
Станция была сооружена в составе первой очереди городского метрополитена и открыта 2 мая 1978 года. Станция состоит из двух путей и двух боковых платформ. Пассажиропоток в 2006 году составил 698 111 человек в месяц.
Станция метро «Перраш» является частью одноимённого пересадочного комплекса, включающего в себя также железнодорожный вокзал, конечную остановку трамваев и перехватывающую парковку для автомобилей. Поскольку под комплексом проходит автомобильный тоннель, где сливаются автодороги A6 и A7, станция метро — одна из немногих в Лионе, была вынесена на поверхность земли.

## Происхождение названия
Название происходит от имени Антуана-Мишеля Перраша (1726—1779), французского архитектора и автора проекта по застройке лионского района Прескиль, одобренного в 1770 году.

## Достопримечательности

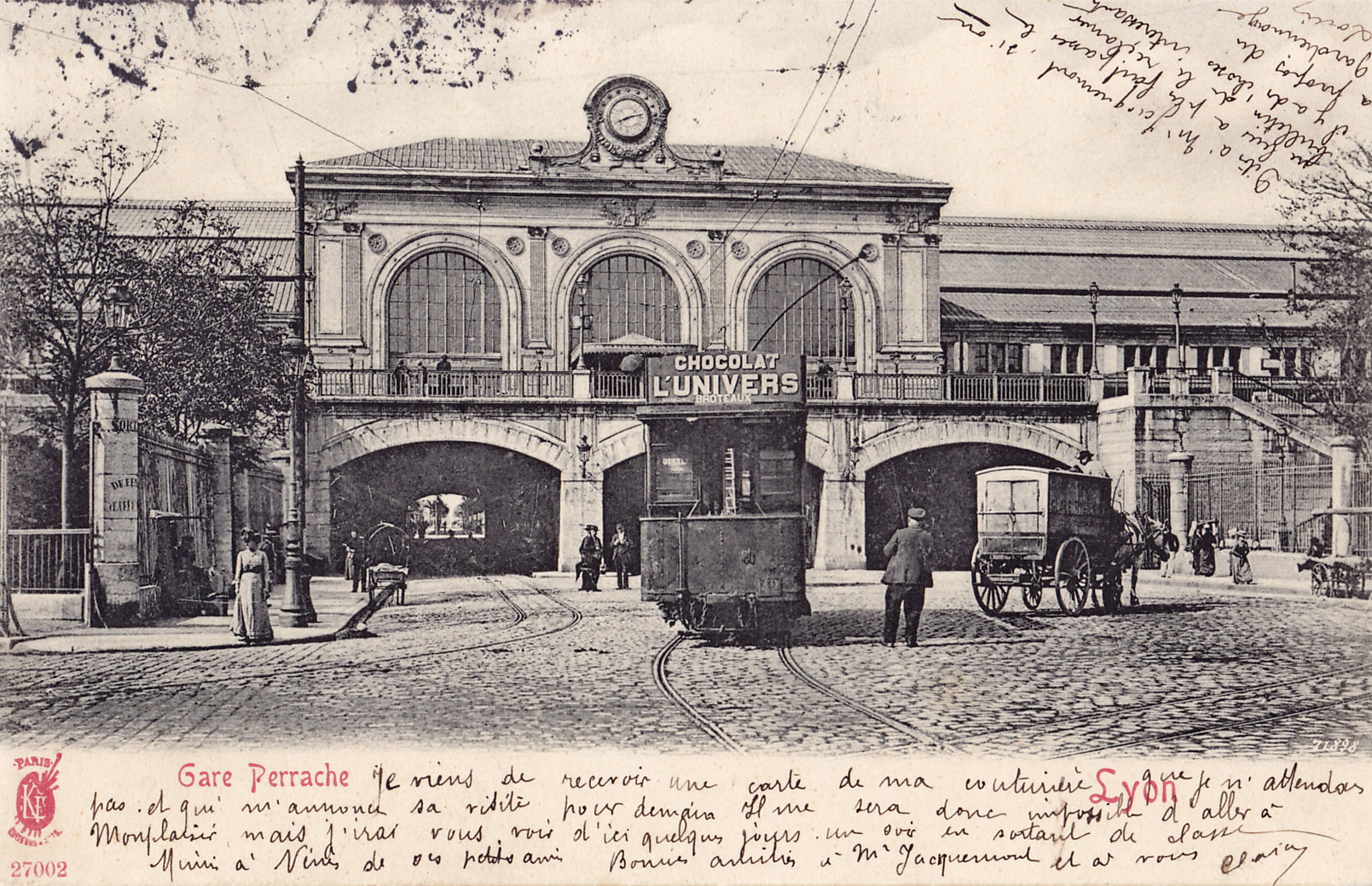
Железнодорожный вокзал «Перраш» в 1903 году.

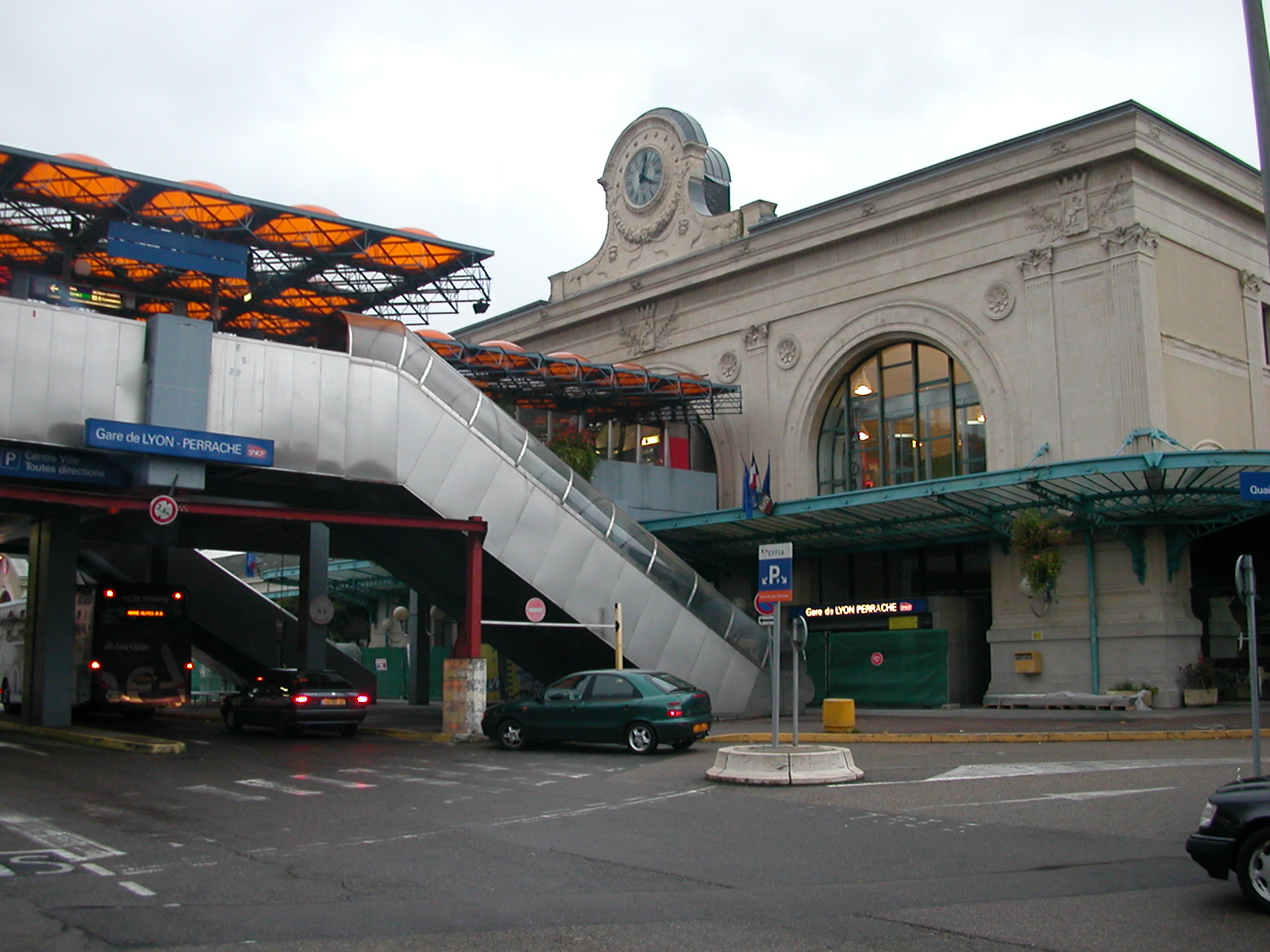
Железнодорожный вокзал «Перраш» в 2008 году.

- Железнодорожный вокзал «Лион-Перраш»[фр.]
- Площадь Карно[фр.]
- Церковь святой Бландины[фр.]
- Католический университет Лиона
- Лицей Жюльет-Рекамье[фр.]
- Муниципальный архив Лиона[фр.]
- Здания бывших тюрем Святого Павла и Святого Иосифа[фр.]

## Наземный транспорт
Со станции существует пересадка на следующие виды транспорта:

```
TGV
 — вокзал 
скоростных поездов

Intercités
 — вокзал междугородних поездов

TER
 — вокзал пригородных поездов
```

   — трамвай

    — «главный» автобус

        — автобус

   —  «внутрирайонный» автобус

Международный автовокзал

Пригородные автобусы